# Theodosia magnifica
Theodosia magnifica är en skalbaggsart som beskrevs av Rotschild och Jordan 1893. Theodosia magnifica ingår i släktet Theodosia och familjen Cetoniidae. Utöver nominatformen finns också underarten T. m. bawangensis.